# Latto
Алисса Мишель Стивенс (род. 22 декабря 1998 года) — американская рэперша из Атланты, штат Джорджия, профессионально известная как Latto или Big Latto (ранее известная как Mulatto). Впервые она появилась в реалити-шоу «The Rap Game» в 2016 году, где была известна как «Miss Mulatto (Мисс Мулатка)» и выиграла первый сезон шоу.

## Биография
Алисса Мишель Стивенс родилась в Колумбусе, штат Огайо, 22 декабря 1998 года в семье Мисти (урожденная Стивенс) и Шейн Питтс. Она переехала в Джорджию в возрасте двух лет. Выросла в округе Клейтон, где училась в средней школе Лавджой. Родившаяся от чёрного отца и белой матери, Стивенс подвергалась издевательствам в школе за то, что она «светлокожая», что вдохновило её на то, чтобы позже, когда она начала свою рэп-карьеру, принять сценический псевдоним mulatto (Мисс Мулатка), следуя расовой классификации «мулат». В возрасте десяти лет Стивенс решила стать рэпером и начала писать собственные рэп-песни. До того, как заняться музыкой, она участвовала в дрэг-рейсинге.

## Карьера
В 2016 году Стивенс стал участником реалити-шоу Lifetime The Rap Game, продюсерами которого выступили Джермейн Дюпри и Куин Латифа. В сериале в стиле учебного лагеря молодые амбициозные рэперы соревнуются друг с другом в течение восьми недель. Латто, в то время под сценическим псевдонимом «Мисс Мулатка», стала абсолютным победителем конкурса. Ей предложили контракт на запись от Дюпри с So So Def Records, но в конечном итоге она отказалась от сделки, заявив, что денег недостаточно, и решила стать независимой артисткой.
В январе 2021 года было объявлено, что Латто изменит свой сценический псевдоним с «Mulatto» («Мулатка») после разногласий по поводу того, что термин считается колоризмом. В феврале 2021 года было объявлено, что Латто будет названа артистом месяца по версии MTV Global Push.
В марте 2021 года Латто стала первой женщиной-рэпером из Атланты, чей сольные записи сертифицированы золотым и платиновым статусом, благодаря песням «Bitch from da Souf» (2019) и «Muwop» (2020).
24 сентября 2021 года Латто выпустила лид-сингл со своего второго студийного альбома «Big Energy». Песня стала самой популярной песней Latto в Billboard Hot 100, пока достигнув 3-й позиции. Американская певица Мэрайя Кэри появилась в официальном ремиксе, выпущенном в марте 2022 года. Последующий сингл «Soufside» был выпущен 5 ноября.

## Дискография
Дискография Latto включает три альбома и десятки синглов, в том числе, следующие релизы:

### Студийные альбомы
- Queen of da Souf (2020)
- 777 (2022)
- Sugar Honey Iced Tea (2024)

## Награды и номинации
| Год  | Организация            | Награда                                    | Работа     | Результат | Ссылка |
| ---- | ---------------------- | ------------------------------------------ | ---------- | --------- | ------ |
| 2016 | Georgia Music Awards   | Youth Hip Hop/R&B Award                    | Herself    | Победа    |        |
| 2020 | BET Hip Hop Awards     | Best New Hip Hop Artist                    | Herself    | Номинация | [ 17 ] |
| 2021 | MTV                    | Global Push Artist of The Month (February) | «Sex Lies» | Победа    | [ 18 ] |
| 2021 | MTV Video Music Awards | Push Performance of the Year               | «Sex Lies» | Номинация | [ 18 ] |
| 2022 | Billboard Music Awards | Top Rap Female Artist                      | Herself    | Номинация | [ 19 ] |
| 2022 | BET Awards             | Best Female Hip Hop Artist                 | Herself    | Номинация | [ 20 ] |
| 2022 | BET Awards             | Best New Artist                            | Herself    | Победа    | [ 20 ] |